# Mikuláš z Pelhřimova

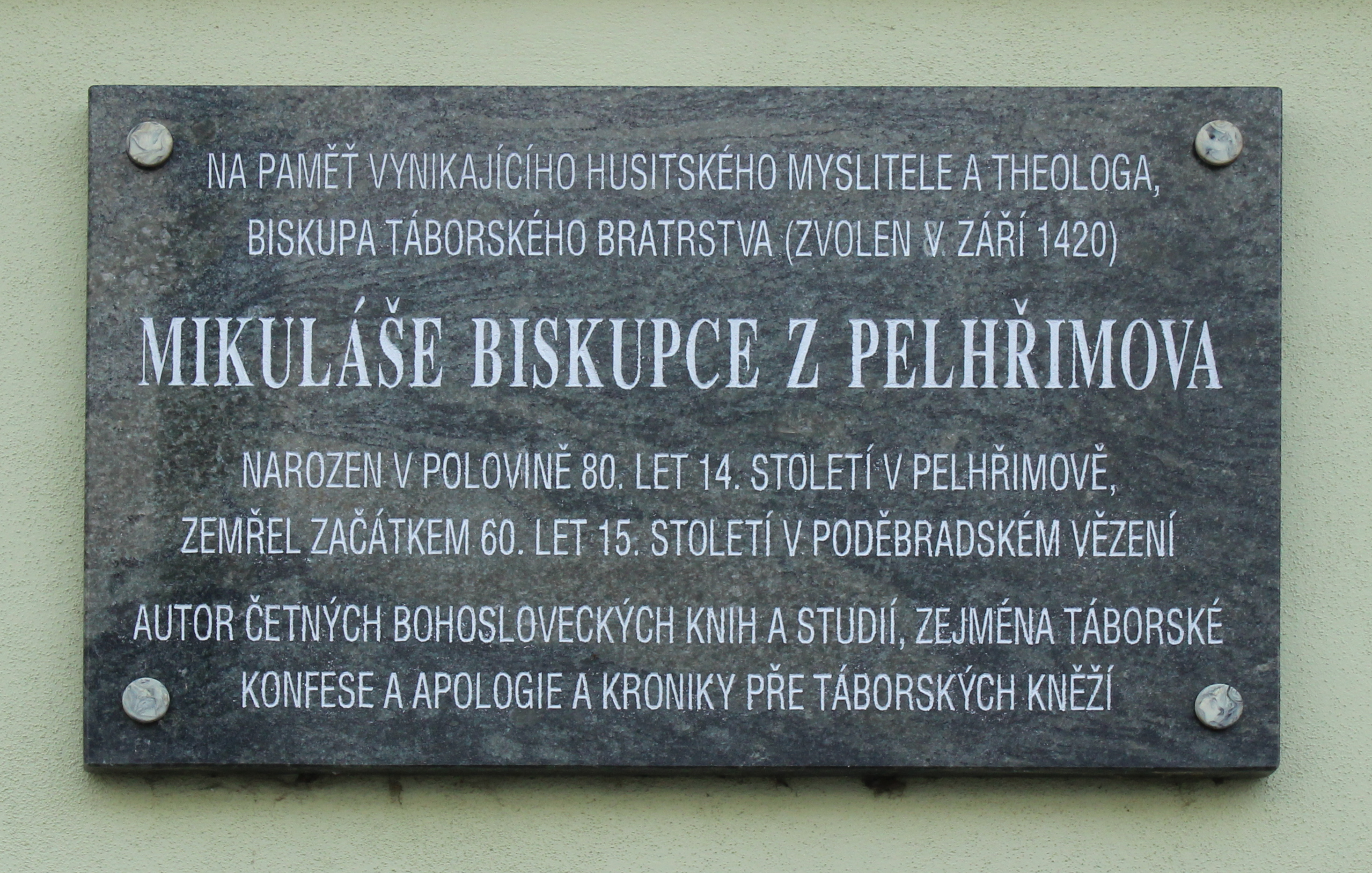
Pamětní deska Mikuláše z Pelhřimova na zdi sborového domu Českobratrské církve evangelické v Pelhřimově v Růžové ulici

Mikuláš z Pelhřimova zvaný též Biskupec (asi 1385 Pelhřimov – asi 1459 Poděbrady) byl český husitský kněz, bakalář svobodných umění, od roku 1420 hlava („biskup") nezávislé táborské církve. V teologických polemikách proti pražským mistrům byl hlavním mluvčím táborské strany a jejím největším literárním tvůrcem. Jeho spis Confessio Taboritarum [Vyznání a obrana Táborů] měl mezinárodní ohlas v reformační literatuře a je znám i z tisků 16. a počátku 17. století.

## Životopis
Pocházel z Pelhřimova, patrně z měšťanské rodiny; narodil se asi v polovině 80. let 14. století. Absolvoval pelhřimovskou městskou školu a nejpozději od roku 1406 studoval na artistické fakultě pražské univerzity; v roce 1409 se stal bakalářem svobodných umění. V Praze byl svědkem vzrušujícího zápasu a činnosti mistra Jana Husa. Přimkl se k mistru Janovi, o čemž svědčí jeho členství v koleji královny Hedviky, založené do značné míry Husovou zásluhou záhy po vydání Dekretu kutnohorského. V roce 1415 byl vysvěcen na kněze a odešel na faru v Kondraci. Hned od počátku se angažoval v husitském hnutí a od vzniku Tábora až k jeho pádu patřil k jeho čelným duchovním představitelům.
V roce 1420 táborský lid „svorně zvolil Mikuláše z Pelhřimova, kněze a bakaláře umění, za svého biskupa neboli staršího, aby ho všichni jeho kněží uznávali za představeného a aby nikdo nekázal lidu slovo Boží, leda se svolením toho biskupa, i aby s ostatními kněžími věrně rozděloval peníze obce podle potřeby každého bratra, jak by se mu uzdálo." Byl sice nazýván biskupem, ale byl jen starším (seniorem), protože v důležitých věcech rozhodovala synoda kněžstva. Táborské kněze nesvětil a jeho moc se zakládala jen na volbě kněží a laiků. Byla vyslovena i domněnka, že přízvisko „Biskupec" zdědil po svém otci.
Poprvé vystoupil jako zástupce táborů a jejich věrouky na schůzi bohoslovců táborských a pražských v domě Petra Zmrzlíka v prosinci roku 1420, kde však nedošlo ke shodě. Zároveň obhajoval umírněné táborské učení proti hlasatelům radikálních pikartských a chiliastických myšlenek, které zastávala skupina táborských kněží v čele s Martinem Húskou a Petrem Kánišem.
Jako zástupce Tábora se účastnil snad všech sporů s pražskými univerzitními mistry. Výrazně se též podílel na formulaci táborského učení, např. na synodě v Písku v únoru 1422.  Byl přítomen na jednání v Chebu (1432) o účasti husitského poselstva na basilejském koncilu a byl pak i jedním ze čtyř řečníků, kteří na koncilu hájili husitské zásady. Vystoupil na něm 20. a 21. ledna 1433 a zdůvodňoval artikul o trestání veřejných hříchů.
V roce 1443 naposledy hájil táborské učení proti pražským mistrům na kněžské synodě v Kutné Hoře. Synoda se rozešla bez dohody a odsunula rozhodnutí na sněm. Zemský sněm v roce 1444 schválil teologické stanovisko Jana Rokycany a učení táborských bohoslovců bylo odsouzeno jako bludné. Mikuláš z Pelhřimova a jeho stoupenci se však odmítli podřídit.
Jako starší táborských kněží měl nepochybně sídlit na Táboře a jistě tam po nějakou dobu i působil, ale nebylo tomu tak vždy. Po značnou část vlastního husitství byl duchovním správcem táborské obce písecké, která ovšem byla hned po Táboru nejdůležitější a patřila k hnutí už od jeho vzniku. V Písku je doložen jako farář i počátkem roku 1443. Když se v roce 1449 Písek podrobil zemskému správci Jiřímu z Poděbrad, odešel do Tábora. V srpnu 1452 se však Jiřímu poddal i Tábor a Mikuláš byl uvězněn na staroměstské radnici, dokud neslíbil poslušnost Janu Rokycanovi. Nicméně ani poté nebyl propuštěn, ale byl držen v žaláři na hradu zemského správce v Poděbradech.  Tam si snad urychlil svůj skon pokusem o útěk, při němž utrpěl těžké zranění; zemřel patrně v roce 1459.

## Učení
V nauce o eucharistii odmítl dogma o transsubstanciaci („přepodstatnění"), což je učení o reálné („skutečné") přítomnosti těla Ježíše Krista v této svátosti. Dle jeho názoru svátostný chléb (hostie) „není totožný s Kristovým tělem, sedícím v nebi na pravici Boží, ani tam není Kristovo tělo tak, jak někteří tvrdí, protože tento způsob přítomnosti by předpokládal zánik podstaty chleba a proměnu jeho podstaty v tělo Kristovo." Mikuláš tedy odmítá dogma, že podstata chleba a vína po konsekraci zaniká a je nahrazena podstatou těla a krve Kristovy. Podle jeho nauky je v elementech eucharistie (v hostii a vínu) Kristovo tělo přítomno duchovně a svátostně. Věřícím, kteří svátost řádně přijímají, dává Kristus „život, pastvu, rozkoš, posilnění duchovní, utěšení i všeliké nasycení."
Mikuláš dále vystupoval proti tomu, aby se mše sloužila v ornátech, zavrhoval očistec, modlitby za mrtvé, posty, svěcení svátků kromě neděle a všechny okázalé ceremonie církevní. Jenom bible mu byla pramenem křesťanství; nauky církevních otců jsou od lidí omylných a lze je přijímat, jen pokud jsou v souladu se zákonem Ježíše Krista.

## Dílo
- 1431–1433 – Confessio Taboritarum [Vyznání a obrana Táborů]. Spis vznikl jako výklad a obrana táborských řádů před jednáním na basilejském koncilu.
  - Český překlad celého spisu:
BISKUPEC z Pelhřimova, Mikuláš. Vyznání a obrana táborů. Překlad František Mrázek Dobiáš a Amedeo Molnár. Vyd. 1. Praha: Academia, 1972. 330 s. cnb000129080.
  - Český překlad části tohoto spisu:
Výbor z české literatury doby husitské. 2. svazek. Praha: Nakladatelství Československé akademie věd, 1964. 630 s. cnb002610105. [Táborská obrana (první tři kapitoly) → str. 56–60, přeložil Amedeo Molnár; ediční ponámka je na str. 80.] Dostupné online
  - Ukázky jsou v českém překladu jsou otištěny též v knize:
MOLNÁR, Amedeo, ed. Slovem obnovená: čtení o reformaci. 1. vyd. Praha: Ústřední církevní nakladatelství, 1977. 265 s. cnb000460704. S. 77–79.
- 1433 – Řeči na basilejském koncilu:
BISKUPEC z Pelhřimova, Mikuláš a Oldřich ze Znojma. Orationes, quibus Nicolaus de Pelhřimov, Taboritarum episcopus, et Ulricus de Znojmo, orphanorum sacerdos, articulos de peccatis publicis puniendis et libertate verbi Dei in concilio Basiliensi anno 1433 ineunte defenderunt = Řeči Mikuláše z Pelhřimova, a čáslavského faráře Oldřicha ze Znojma, strany sirotčí, pronesené v Basileji 1433 na obranu husitského programu čtyř artikulů. Tábor: Jihočeská společnost, 1935. 174 s. cnb000951526.
  - Český překlad:
BISKUPEC z Pelhřimova, Mikuláš. Řeč Mikuláše Biskupce z Pelhřimova na basilejském koncilu v roce 1433: vydáno k 590. výročí Mikulášovy volby za duchovního představitele táborského bratrstva v roce 1420. Překlad Magdaléna Jacková a Pavlína Cermanová. 1. vyd. Pelhřimov: Klub přátel historického Pelhřimova s Novou tiskárnou Pelhřimov, 2011. 43 s. ISBN 978-80-7415-046-3.
  - Ukázky z řečí Mikuláše z Pelhřimova jsou v českém překladu otištěny též v knize:
MOLNÁR, Amedeo, ed. Slovem obnovená: čtení o reformaci. 1. vyd. Praha: Ústřední církevní nakladatelství, 1977. 265 s. cnb000460704. [Na str. 89–91 jsou výňatky z řečí, které pronesl na basilejském koncilu dne 20. ledna a 21. ledna 1433.]
- 1435–1439 – Scriptum super quattuor evangelia in unum concordata (výklady evangelií).
  - Ukázka v českém překladu je otištěna v knize:
MOLNÁR, Amedeo, ed. Slovem obnovená: čtení o reformaci. 1. vyd. Praha: Ústřední církevní nakladatelství, 1977. 265 s. cnb000460704. S. 79–81.
- 1441–1444 – Chronicon continens causam sacerdotium taboriensium [Táborská kronika]. Trojdílná kronika zachycuje stanoviska táborů a popisuje období od 1419 do 1444. Nejedná se o ucelené dílo, ale pouze o dokumenty a traktáty, spojené dohromady.
  - Český překlad části tohoto spisu:
HLAVÁČEK, Ivan, ed. Ze zpráv a kronik doby husitské. Vydání první. Praha: Svoboda, 1981. 487 s. cnb000001015. S. 291–315.
  - Ukázky jsou v českém překladu otištěny též v knize:
Výbor z české literatury doby husitské. 2. svazek. Praha: Nakladatelství Československé akademie věd, 1964. 630 s. cnb002610105. S. 257–264. Dostupné online

Byl dále autorem Výkladu na Zjevení sv. Jana (asi z let 1425–1426), traktátu o večeři Páně a dalších spisů, zejména polemických a obranných; u některých se dochoval jen název.